# Casca Dária
Casca Dária (em usbeque: Qashqadaryo) é uma província (viloyatlar) do Usbequistão com capital em Carxi. Tem 28 570 quilômetros quadrados e segundo censo de 2020, havia 3 280 418 habitantes.